# Quạt thông gió
Có bốn loại quạt thông gió chính

## Quạt thông gió vuông

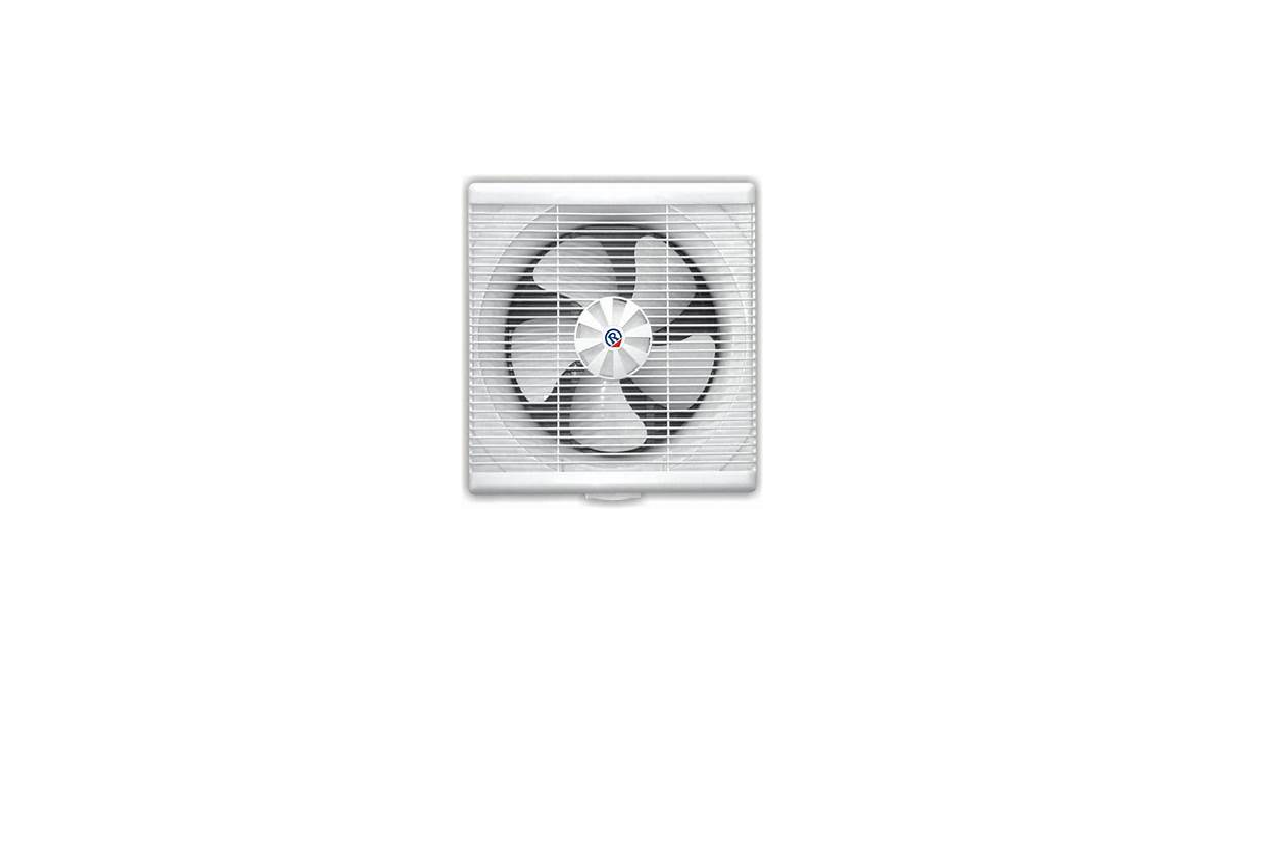
Quạt thông gió vuông

Là loại thông dụng nhất vì tiết kiệm điện năng và lưu lượng gió lớn nên thích hợp trong không gian rộng của nhà xưởng.

## Quạt Thông Gió Tròn
Hình dạng quạt tròn nên thường được dùng trong việc thông gió đường ống là chính

## Quạt Ly Tâm
Ưu điểm là lưu lượng lớn đồng thời cũng tạo được áp lực lớn nên thích hợp được dùng trong những công trình cần đến áp suất lớn như hệ thống cầu thang trong các tòa nhà, còn được dùng để lưu thông không khí trong hệ thống ống thông gió.

## Quạt Hơi Nước
Được sử dụng chính để tạo không khí thoáng mát trong môi trường kín cần cưỡng bức thông gió
Sử dụng nguyên lý bay hơi nước nên rất tiết kiệm, hiệu quả làm mát cực nhanh, dễ lắp đặt và bảo trì, không yêu cầu kỹ thuật phức tạp.

## Lợi ích dân dụng
- Tăng cường tuần hoàn không khí
- Không khí tù đọng sẽ khiến cho sức khỏe bị giảm sút, giảm khả năng hoạt động, gây mất khả năng tập trung và gây khó thở.
- Không khí lưu thông trong nhà giúp đảm bảo các không khí tù đọng được đẩy đi thường xuyên, tăng lượng oygen có trong nhà.
- Giảm thiểu các loại virus sinh sôi trong gia đình khi có người ốm.
- Không khí không lưu chuyển sẽ gây nên những triệu chứng bệnh trong các tòa nhà.
- Giảm thiểu nguy cơ ô nhiễm trong nhà
- Ô nhiễm trong nhà gây ra bởi sự thải khí và các hóa chất trong các vật dụng gia đình như bột giặt, khí gas, khói,...
- Không khí bị tồn trong nhà và không thể thoát ra bên ngoài
- Các thành viên trong gia đình sẽ có nguy cơ đối mặt với các nguy cơ về sức khỏe lâu dài như: phổi tắc nghẽn mãn tính, hen suyễn,...
- Đồ gỗ và các vật dụng trong gia đình sẽ bị hư hại nhanh hơn do bị các loại khí và hóa chất tác động làm nảy sinh các phản ứng hóa học.
- Ví dụ như giấy dán tường hoặc sơn.
- Giảm độ ẩm trong nhà tắm
- Độ ẩm sẽ làm gia tăng nấm mốc và vi khuẩn.
- Vi khuẩn sẽ sinh sôi trên các vách tường và khe hở, chúng có màu đen và không thể dọn sạch.
- Vi khuẩn và nấm mốc cũng sẽ sinh sôi trong khăn tắm và khăn lau tay (các chấm đen). Chúng không thể bị dọn sạch.
- Vi khuẩn không thể nhìn thấy được và gây ra hiện tượng rạn nứt các lớp sơn và giấy dán tường, thậm chí là hủy hoại các vật dụng lắp đặt.
- Trong hoàn cảnh xấu nhất, các chất độc có thể phát sinh gây nguy hại cho sức khỏe con người. Trong một vài tình huống mà sự sinh sôi của vi khuẩn vượt quá khả năng xử lý, căn nhà có thể sẽ phải bị kiểm dịch.
- Môi trường ẩm thấp cũng là điều kiện thuận lợi để phát sinh côn trùng và sâu bọ trong nhà.

## Lợi ích công nghiệp
Đối với những nhà xưởng khép kín thì sự lưu thông không khí là tối quan trọng vì thứ nhất đối với con người thì năng suất làm việc không cao và ảnh hưởng nhiều đến sức khỏe do không khí không lưu thông nhất là môi trường công nghiệp ô nhiễm như hiện nay, thứ hai là đối với hàng hóa thì sẽ gây hư hao giảm tuổi thọ sản phẩm...
Đối với những nhà xưởng thông thoáng thì cũng phải cần đến hệ thống thông gió công nghiệp để chủ động giảm thiểu tối đa ô nhiễm không khí do quá trình hoạt động phát sinh.